# Ryōhei Koike
Ryōhei Koike (japanisch 小池 良平 Koike Ryōhei; * 24. August 1980 in der Präfektur Shizuoka) ist ein ehemaliger japanischer Fußballspieler.

## Karriere
Koike erlernte das Fußballspielen in der Schulmannschaft der Shizuoka Gakuen High School. Seinen ersten Vertrag unterschrieb er 1999 bei den Ōita Trinita. Der Verein spielte in der zweithöchsten Liga des Landes, der J2 League. Ende 2000 beendete er seine Karriere als Fußballspieler.